# Dal Mali al Mississippi
Dal Mali al Mississippi (Feel Like Going Home) è un film documentario del 2003 diretto da Martin Scorsese. È il primo capitolo della serie di documentari "The Blues", prodotta dallo stesso Scorsese.

## Trama
Il film guarda alle radici della musica blues nel delta del Mississippi e in Africa. Il chitarrista blues moderno Corey Harris si dirige a Senatobia, Missouri, e intervista il leggendario suonatore di fiffaro Othar Turner sulla sua veranda. Harris quindi viaggia fino al Mali, in Africa, dove parla con artisti come Ali Farka Touré, Habib Koité e Salif Keïta.

## Performance
- Corey Harris
- John Lee Hooker *
- Son House *
- Salif Keïta
- Habib Koité
- Taj Mahal
- Ali Farka Touré
- Otha Turner
- Muddy Waters *
- Keb' Mo'
- Willie King
- Lead Belly *

## Interviste
- Corey Harris
- Sam Carr
- Toumani Diabate
- Willie King
- Dick Waterman
- Taj Mahal
- Johnny Shines *
- Otha Turner
- Ali Farka Touré
- Habib Koité
- Salif Keïta
- Keb' Mo'

[*] Materiale d'archivio